# Komsomolskaja-Platz

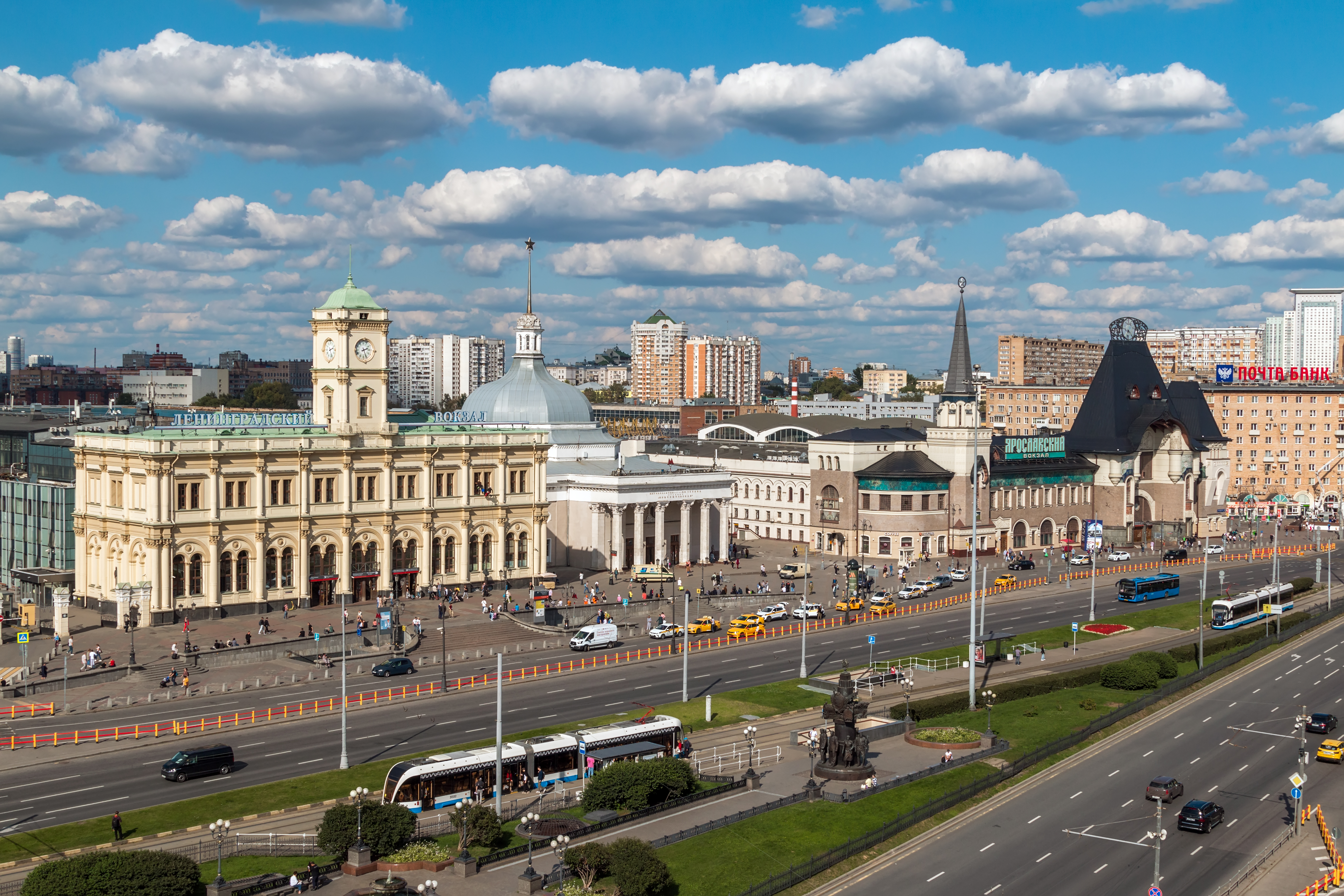
Komsomolskaja-Platz

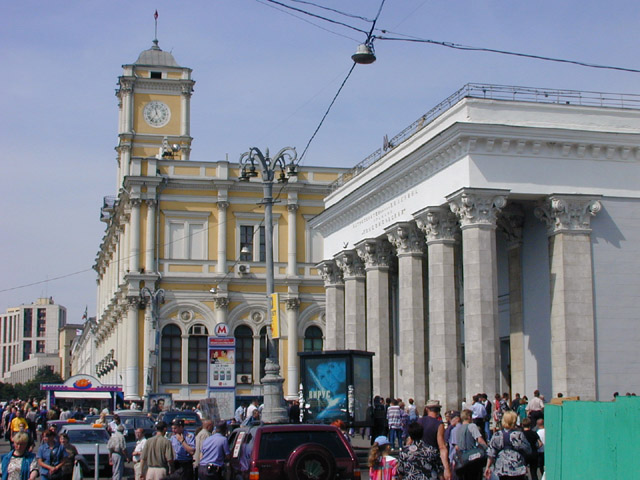
Platz der drei Bahnhöfe, rechts der Metro-Eingang, im Hintergrund der Leningrader Bahnhof

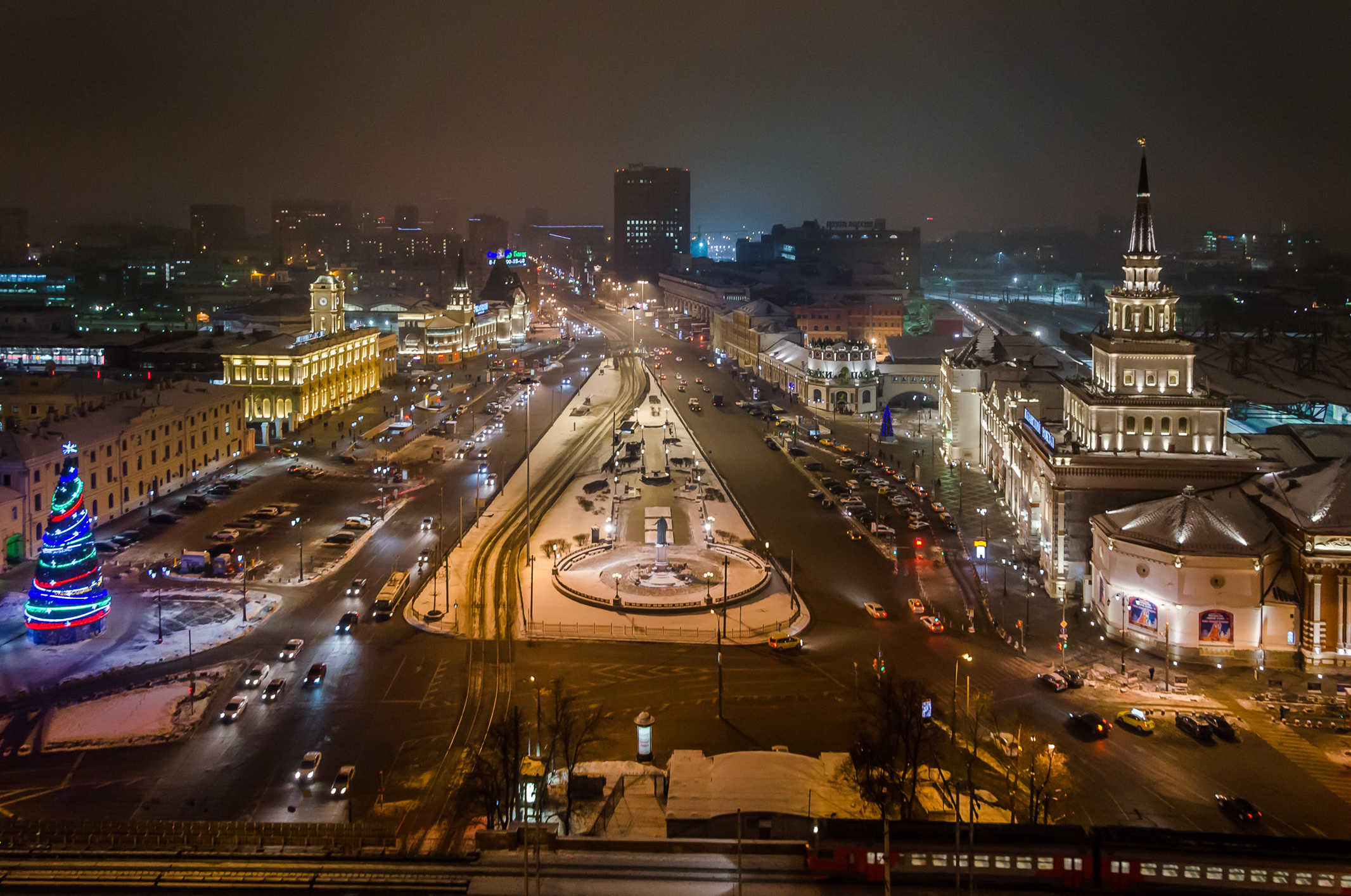
Platz der drei Bahnhöfe bei Nacht

Der Komsomolskaja-Platz (russisch Комсомо́льская пло́щадь, Transkription: Komsomolskaja ploschtschad, „Platz des Komsomol“), volksmundlich auch als Platz der drei Bahnhöfe (russisch Площадь трёх вокзалов, Transkription: Ploschtschad trjoch woksalow) bezeichnet, ist ein Platz nordöstlich der Innenstadt der russischen Hauptstadt Moskau, an dem sich drei der acht Fernverkehrsbahnhöfe der Stadt direkt nebeneinander befinden. Es handelt sich im Einzelnen um den Leningrader, den Jaroslawler und den Kasaner Bahnhof.

## Geschichte
Im 18. Jahrhundert trug das Gelände die Bezeichnung Kalantschowskoje Pole (russisch Каланчёвское поле), der Platz selbst hieß bis 1932 Kalantschowskaja ploschtschad. Er wurde beim Aufbau von Eisenbahnverbindungen Mitte des 19. Jahrhunderts eingerichtet. Von 1844 bis 1851 wurde der Nikolaus-Bahnhof errichtet, der heute Leningrader Bahnhof heißt. Der Jaroslawler Bahnhof entstand 1862, sein heutiges Gebäude wurde zwischen 1906 und 1907 errichtet. 1864 kam der damals so genannte Rjasaner Bahnhof dazu, er wurde 1894 in Kasaner Bahnhof umbenannt, das derzeitige Gebäude stammt aus den Jahren 1913 bis 1940.
In der Sowjetzeit kamen folgende Gebäude hinzu: Der Klub der Oktoberrevolution (1925–26) des bekannten Architekten Schtschussew, das Zentrale Kulturhaus der Eisenbahner (1937), von 1949 bis 1952 wurde das Hotel Leningradskaja gebaut und 1983 schließlich das Kaufhaus Moskowski.

## Bahnhöfe

### Leningrader Bahnhof
Der Leningrader Bahnhof dient dem Verkehr Richtung Sankt Petersburg. Es handelt sich um den ältesten Kopfbahnhof Moskaus, der bis heute zu den am stärksten frequentierten zählt.

### Jaroslawler Bahnhof
Der Jaroslawler Bahnhof ist Ausgangspunkt der Transsibirischen Eisenbahn und damit der längsten Verkehrsader des Riesenreiches. Hier fährt unter anderem der Zug Rossija nach Wladiwostok ab.

### Kasaner Bahnhof
Benannt ist der Kasaner Bahnhof nach Kasan, der Hauptstadt der Wolgarepublik Tatarstan. Der Bahnhof wurde von 1914 bis 1926 nach den Plänen Alexei Wiktorowitsch Schtschussews gebaut. Vom Kasaner Bahnhof fahren Züge ins östliche Zentralrussland, in den südlichen Teil des Föderationskreises Wolga wie beispielsweise nach Baschkortostan oder in Teile Kasachstans.

### Bahnhof Kalantschowskaja
Am westlichen Ende des Platzes liegt der Bahnhof Kalantschowskaja. Hierbei handelt es sich um einen 1865 erbauten Regionalbahnhof, von dem aus heute Züge Richtung Serpuchow und Tula über den zwei Kilometer weiter südlich gelegenen Kursker Bahnhof abfahren.

### Metrostationen
Unter dem Komsomolskaja-Platz befinden sich zwei Stationen namens Komsomolskaja der Moskauer Metro: die 1935 erbaute Station der Linie 1 sowie die aus dem Jahr 1952 stammende Station der Ringlinie.